# Trisagion
Il Trisagion ("tre volte santo"), chiamato anche Trisagion angelico, è un inno usato in maniera comune nella liturgia delle Chiese orientali cattoliche e ortodosse e presente anche nella Chiesa latina.

## Origine
Il Trisagion è un'estensione della lode a Yahweh che si trova nel Libro di Isaia 6,3 e in Apocalisse 4,8.
La frase Dio santo, Dio potente, Dio immortale, abbi pietà di noi appare per la prima volta in uno scritto del patriarca Proclo (434-446).
San Giovanni Damasceno riferisce che il Trisagion fu insegnato dagli angeli a un bambino che si trovava in estasi.

## Testo
Il testo greco con la traslitterazione:
Ἅγιος ὁ Θεός, Ἅγιος ἰσχυρός, Ἅγιος ἀθάνατος, ἐλέησον ἡμᾶς.

Άγιος ο Θεός, άγιος ισχυρός, άγιος αθάνατος ελέησον ημάς. (τρίς)

Agios o Theos, agios ischyros, agios athanatos, eleison imas. (tris)

Il testo turoyo con la traslitterazione:

ܩܰܕܺܝܫܰܬ ܐܰܠܳܗܳܐ ܩܰܕܺܝܫܰܬ ܚܲܝܠܬ݂ܳܢܳܐ ܩܰܕܺܝܫܰܬ ܠܳܐ ܡܳܝܽܘܬ݂ܳܐ(ܕܐܨܛܠܒܬܬ ܚܠܳܦܰܝܢ)ܐܶܬ݂ܪܰܚܡܥܠܰܝܢ܀ (ܬܠܳܬ ܩܳܪܐ

Qadishat Aloho, Qadishat hayelthono, Qadishat lo moyutho, (destlebtt hlofayn) ethram'layn (tloth qore).

 La parte fra parentesi, tradotta in italiano, vuol dire "crocifisso per noi", chiaro riferimento alla deità del Figlio, sostenuta anche dalla cristianità siro-ortodossa. Tale aggiunta, risalente alla fine del V secolo, si deve al patriarca monofisita di Antiochia Pietro Fullo. 
Testo latino:

Sanctus Deus, Sanctus fortis, Sanctus immortalis miserere nobis (ter). 

Testo arabo:

قدوس الله، قدوس القوي، قدوس الذي لا يموت ارحمنا 

Quddusun Allah! Quddusun al-qawi! Quddusun al-adhi, la yamut irhamna.

Traduzione italiana (testo del Venerdì Santo):

Santo Dio, Santo forte, Santo immortale, abbi pietà di noi. (tre volte)

Traduzione italiana (testo in uso ai Trinitari):

Dio santo, Dio forte, Dio immortale, abbi pietà di noi. (tre volte)

## Uso
È cantato durante la liturgia immediatamente prima del Prokeimenon e della lettura dell'Epistola nelle Chiese maronita cattolica e greca cattolica melchita. Viene cantato in aramaico (dialetto siriaco), in arabo o in greco.
Nel rito bizantino è cantato nella Divina Liturgia di san Giovanni Crisostomo, sempre prima del Prokeimenon.
Nella Chiesa latina, il Trisagion compare nella liturgia del Venerdì Santo, che deriva dall'antica Liturgia dei presantificati comune anche al rito bizantino. Inoltre è usato nella coroncina alla Divina Misericordia, propagata da santa Faustina Kowalska.
Il Trisagion è anche la preghiera ufficiale dell'ordine dei trinitari. La traduzione in italiano del Trisagion usata dai trinitari è però diversa da quella usata nella liturgia del Venerdì Santo e sembra stravolgere il significato della preghiera per forzarne l'interpretazione trinitaria, secondo cui Dio santo sarebbe il "Padre", Dio forte il "Figlio" e Dio immortale lo "Spirito Santo".